# فرودگاه چاپلاو وتر
فرودگاه چاپلاو وتر (به انگلیسی: Chapleau Water Airport) یک فرودگاه همگانی است . این فرودگاه در کشور کانادا قرار دارد و در ارتفاع ۴۴۰ متری از سطح دریا واقع شده‌است.